# ハナメイワシ科
ハナメイワシ科（学名：Platytroctidae）は、ニギス目に所属する魚類の分類群の一つ。中層遊泳性の深海魚のみで構成されるグループで、ハナメイワシなど13属37種が記載される。

## 分布・生態
ハナメイワシ科の魚類はすべて海水魚で、地中海を除く全世界の深海に幅広く分布する。海底から離れた中層を漂う遊泳性深海魚の一群であり、水深300~1,000mの範囲に生息する種類が多い。
他の多くの中深層遊泳性深海魚と同様に生物発光を行うが、ハナメイワシ類は発光液を体外に分泌することが可能となっている。鰓蓋（えらぶた）の直下から分泌される発光液は青緑色に輝きながら周辺に広がり、外敵の目をくらませる防御効果を発揮すると考えられている。深海性の甲殻類（カイアシ類やエビなど）には発光液を放出する種類が多いが、魚類での例は少なく、本科魚類を特徴づける重要な形質と捉えられている。
同じニギス目に所属するデメニギス科の魚類は、発光バクテリアを利用した共生発光を行う。一方、ハナメイワシ類の場合は自ら発光酵素（ルシフェラーゼ）を生産する自力発光であり、分泌液の成分は自身の発光細胞からなる。

## 形態
ハナメイワシ科魚類はやや細長い体型をもち、最大で全長30cm程度に成長する。体色は一様に黒色で、外見上の特徴は近縁のセキトリイワシ科と類似する。浮き袋をもたず、側線系は発達している。
肩帯の下に位置する黒色の袋状構造が本科魚類の最大の特徴である。この袋は青緑色の発光液で満たされており、側線のすぐ前から後方に向かって突き出た、乳頭状の放出孔から分泌される。分泌されるもの以外にも、多くの種類は体表に複雑な発光器をもち、稚魚あるいは若魚では水平に、成魚では腹部に向かって配列する。
胸鰭および腹鰭はそれぞれ14-28本、6-10本の軟条で構成される。コノハイワシ Platytroctes apus のみ腹鰭を欠く。鰓条骨は4-8本、椎骨は40-52個。

## 分類
ハナメイワシ科にはNelson（2006）の体系において13属37種が認められている。本稿では、FishBaseに記載される13属39種についてリストする。
- カンタイハナメイワシ属 Holtbyrnia
  - カンタイハナメイワシ Holtbyrnia innesi
  - Holtbyrnia anomala
  - Holtbyrnia conocephala
  - Holtbyrnia cyanocephala[注釈 2]
  - Holtbyrnia intermedia
  - Holtbyrnia laticauda
  - Holtbyrnia latifrons
  - Holtbyrnia macrops
  - Holtbyrnia ophiocephala

- コノハイワシ属 Platytroctes

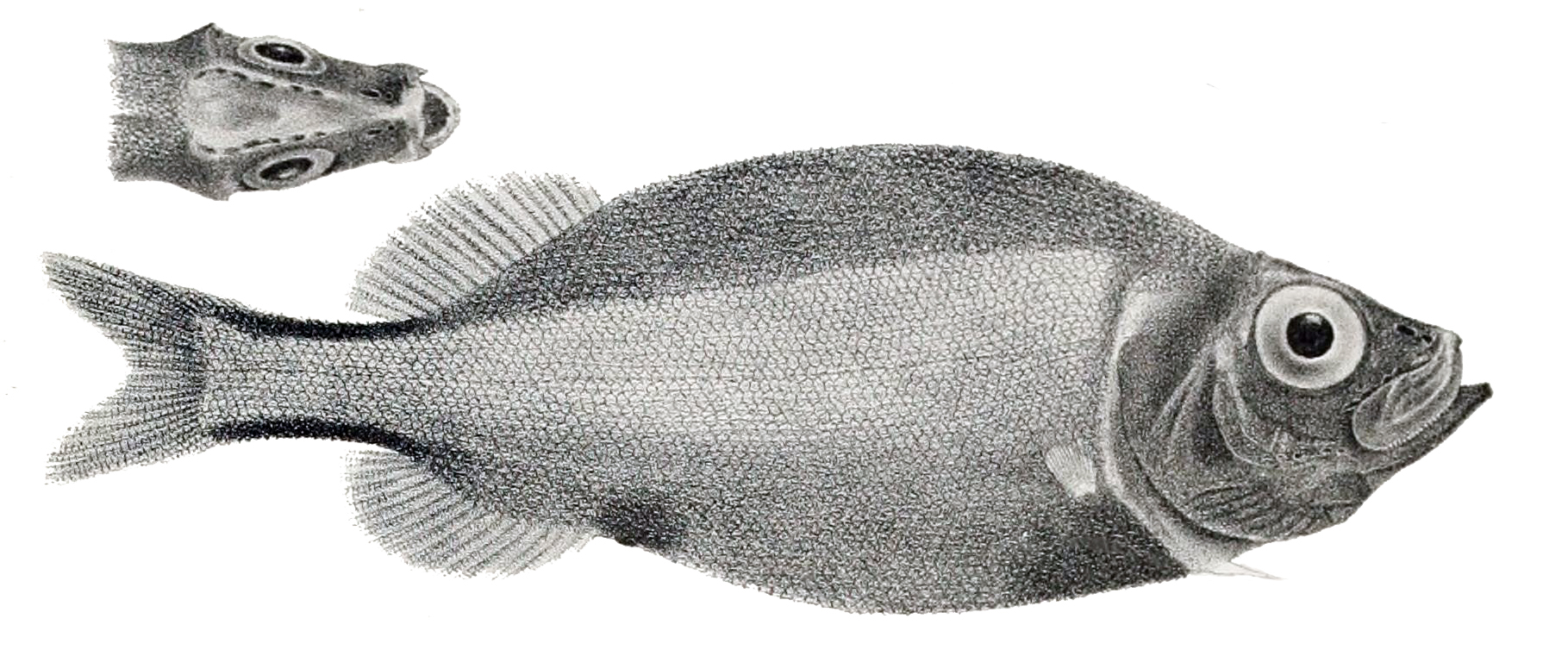
コノハイワシ Platytroctes apus （コノハイワシ属）。体高の高い木の葉のような体型が特徴で、本種のみ腹鰭を欠く。インド洋・大西洋に分布する種類であり、水深5,393mからの報告がある

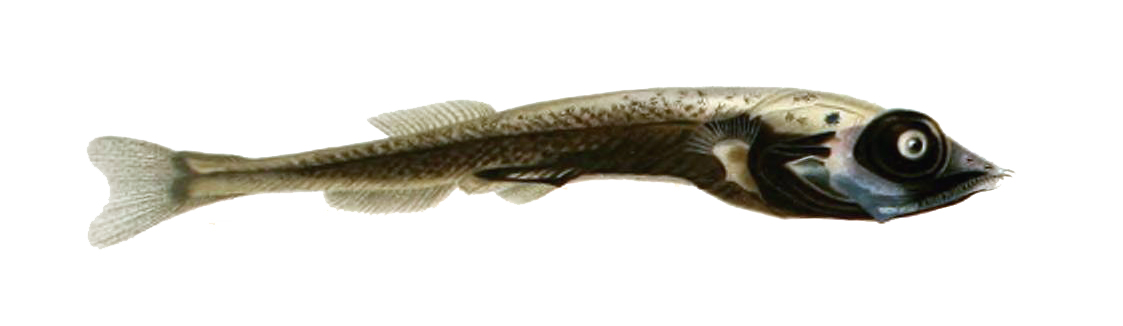
ネッタイハナメイワシ属の1種（Mentodus rostratus）。本属の仲間は熱帯・亜熱帯の深海が分布の中心となっている

  - コノハイワシ Platytroctes apus
  - Platytroctes mirus
- ネッタイハナメイワシ属 Mentodus （Tragularius[8]）
  - ネッタイハナメイワシ Mentodus facilis
  - Mentodus bythios
  - Mentodus crassus
  - Mentodus eubranchus
  - Mentodus longirostris
  - Mentodus mesalirus
  - Mentodus perforatus
  - Mentodus rostratus
- ハナメイワシ属 Sagamichthys
  - ハナメイワシ Sagamichthys abei
  - Sagamichthys gracilis
  - クロハナメイワシ Sagamichthys schnakenbecki
- マウルイワシ属 Maulisia
  - オチバハナメイワシ[9] Maulisia acuticeps
  - クズボシハナメイワシ[9] Maulisia argipalla
  - マウルイワシ Maulisia mauli
  - Maulisia isaacsi
  - Maulisia microlepis
- Barbentus 属
  - Barbentus curvifrons
  - Barbentus elongatus
- Matsuichthys 属
  - Matsuichthys aequipinnis
- Mirorictus 属
  - Mirorictus taningi
- Normichthys 属
  - Normichthys herringi
  - Normichthys operosus
  - Normichthys yahganorum
- Pectinantus 属
  - Pectinantus parini
- Persparsia 属
  - Persparsia kopua
- Searsia 属
  - Searsia koefoedi
- Searsioides 属
  - Searsioides calvala
  - Searsioides multispinus